# Andrea Fusina
Andrea Fusina (* um 1470 in Fusine; † 13. Januar 1526 in Mailand) war ein italienischer Bildhauer und Architekt der Renaissance.

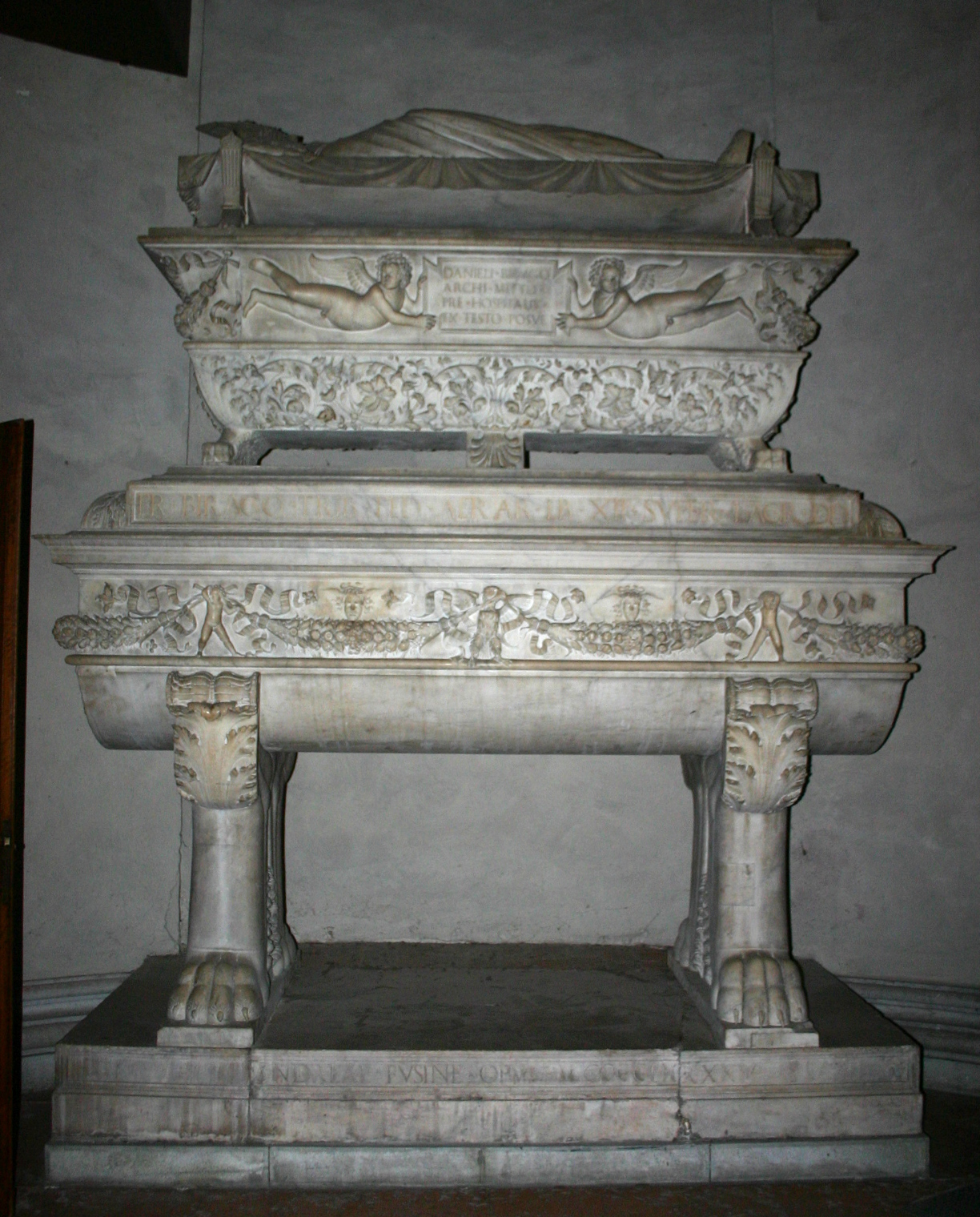
Grabmal von Daniele Birago

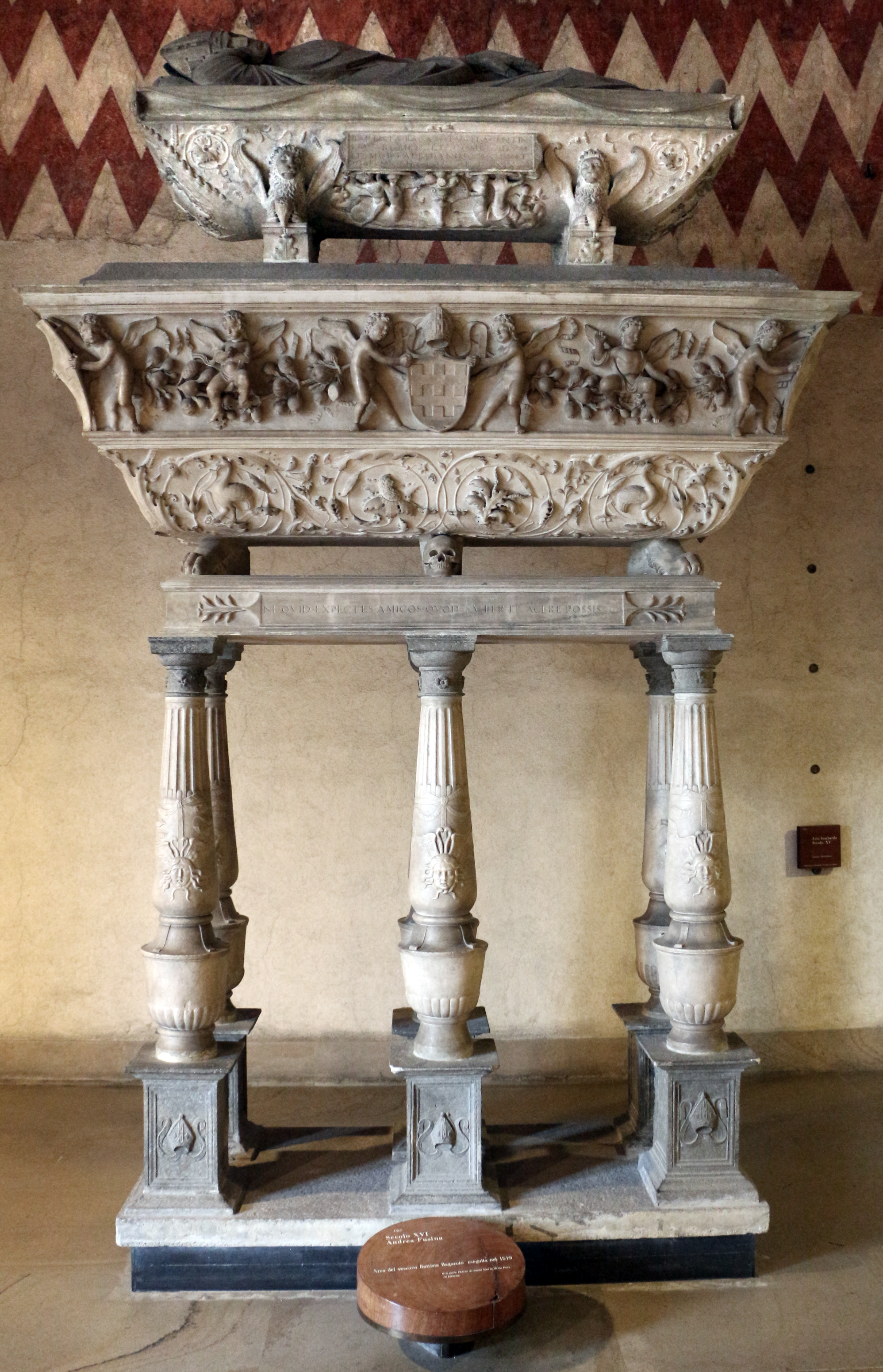
Grabmal des Bischofs Battista Bagarotti, 1519, Museo d’arte antica, Castello Sforzesco, Milano

## Leben
Andrea war Sohn des Baldassarre und wurde in einem Ort namens Pieve in der Nähe von Fusine im Veltlin geboren (nach der anerkannten Hypothese von Giovan Battista Giovio, 1784). Wir kennen sein Geburtsdatum nicht, das jedoch in den 1470er Jahren anzusetzen ist. Das älteste bisher bekannte Dokument über Fusina stammt vom 14. Juni 1486. An diesem Tag trat er erstmals in die Werkstatt ein, mit einem Vertrag, der eine Lehrzeit von etwa sechs Jahren vorsah. Möglicherweise war er vor seiner Arbeit als Steinmetz am Dom der Certosa di Pavia tätig, aber darüber gibt es keine Dokumente. Ab Oktober 1495 hielt er sich in Mailand auf, wie aus einigen gelegentlichen Zahlungen der Fabbrica del Duomo im Jahr 1495 hervorgeht. Dort schuf er das Grabdenkmal für Francesco und Bischof Daniele Birago in der Kirche Santa Maria della Passione in Mailand, das sich durch zwei übereinanderliegende Bögen auszeichnet, die auf großen Kragsteinen ruhen. Dieses Werk wurde dank der Mitarbeit von Biagio da Vairone vollendet und zeigt bereits die Neigung des Künstlers zu einem klassischen-Geschmack in den dekorativen Elementen und der Ausarbeitung der Draperie.
Um 1497 schuf er die Statue des Judas Makkabäus, das einzige dokumentierte Bildhauerwerk im Mailänder Dom. Weitere nicht dokumentierte, aber mit ziemlicher Sicherheit von Fusina ausgeführte Werke in der Kathedrale sind die Magdalena mit einer Vase, der Abel und der Prophet, während ein Josua und ein Konstantin ungewiss bleiben; ein Kopf ist ebenfalls zu erwähnen. Im Rahmen der Fabbrica del Duomo war er auch an der Gestaltung der Tür zum Compedo beteiligt, für die er 1503 ein Holzmodell anfertigte. Am 19. Februar 1506 ernannten ihn die Abgeordneten der Fabbrica del Duomo zum Architekten der Kathedrale und Assistenten von Giovanni Antonio Amadeo, eine Position, in der er am 2. März 1506 von Cristoforo Solari, genannt il Gobbo, unterstützt wurde. Im Jahr 1508 stellte er sich auf die Seite von Solari gegen das Projekt von Amadeo für den zentralen Turm der Kathedrale. Am 19. Oktober 1508 subventionierte die Fabbrica eine Reise nach Rom und Loreto. Am 28. Februar 1510 kehrte Fusina nach Mailand zurück, wo er zusammen mit Amadeo, Gobbo und Leonardo an der Erneuerung des Chorgestühls der Kathedrale arbeitete, das alt, bescheiden und abgenutzt war. Später entfernte er sich von der Fabbrica, möglicherweise aufgrund von Meinungsverschiedenheiten mit Amadeo. Es gibt keine Spuren seiner Tätigkeit zwischen 1512 und 1525, so dass seine Abwesenheit von Mailand vermutet wird, vielleicht wegen einer Reise nach Rom. Es ist auch möglich, dass er in dieser Zeit an der Gestaltung der Grabmäler von Bassiano da Ponte und Orsola Spini im Dom von Lodi beteiligt war, ein Werk, das von Fusina konzipiert, aber von der Werkstatt materiell ausgeführt wurde.
Das letzte bekannte Werk von Fusina ist das Denkmal des Bischofs Battista Bagarotti in der Kirche Santa Maria della Pace (später in Brera und heute im Museum für antike Kunst im Castello Sforzesco), das um 1516 entstand und dessen Zuschreibung trotz fehlender Dokumentation durch stilistische Vergleiche bestätigt wird. Das Werk, das Ausdruck der Entwicklung der Grabmaltypologie ist, besteht aus zwei übereinander liegenden Bögen; über dem oberen Bogen befindet sich die Figur des Bagarotti in Bischofstracht. Ein einziger dokumentarischer Beleg wird in Mazzola (1995) erwähnt: Am 8. Januar 1517 bat Bagarotti die Fabbrica del Duomo um eine Marmorplatte für das Grabmal, das in der Kirche Santa Maria della Pace fertiggestellt wurde (Mailand, Archivio della Reverenda Fabbrica del duomo, Ordinazioni Capitolari, VI, f. 221r, 8. Jan. 1517).
Fusina kehrte im Juli 1525 in die Kathedrale zurück, als er erneut zum Architekten der Fabbrica gewählt wurde.